# Varese Football Club 1996-1997
Questa pagina raccoglie le informazioni riguardanti il Varese Football Club nelle competizioni ufficiali della stagione 1996-1997.